# Flore et Zéphir
Flore et Zéphir est un film muet français réalisé par Louis Feuillade et sorti en 1911.

## Fiche technique
- Réalisation et scénario : Louis Feuillade
- Société de production : Société des Établissements L. Gaumont
- Format : Muet - Noir et blanc
- Genre : inconnu
- Durée : inconnue
- Année de sortie : France 1911

## Distribution
- Alice Tissot
- Renée Carl